# Habitatge al carrer Lluís Pagès, 9 (Vilamaniscle)
L'Habitatge al carrer Lluís Pagès, 9 és una obra de Vilamaniscle (Alt Empordà) inclosa a l'Inventari del Patrimoni Arquitectònic de Catalunya.

## Descripció
Edifici entre mitgeres situat al centre del poble, de planta rectangular amb planta baixa i un pis. Es tracta d'un casal de poble construït aquest segle. Destaca la balconada del primer pis, les obertures de la qual tenen un guardapols. A la banda de llevant hi ha una gran terrassa elevada, amb una barana de balustres de pedra, que és utilitzada com a zona d'esbarjo. Des d'ella es pot accedir al jardí de la part posterior. La coberta és a dues aigües sustentada per cairats de fusta.